# 莱瓦德拉代尔
莱瓦德拉代尔（Leeuwarderadeel）又译吕伐德拉代尔，是荷蘭的一個已被撤銷的市镇，屬於弗里斯兰省，位於荷蘭北部。2018年1月1日，該市鎮被併入呂伐登。

## 外部連結
- 维基共享资源上的相關多媒體資源：莱瓦德拉代尔
- Official website （页面存档备份，存于）